# Grammy Award al miglior album rap
Il Grammy Award al miglior album rap (Grammy Award for Best Rap Album) è un premio dei Grammy Awards assegnato al solista o gruppo che ha prodotto il miglior album discografico rap dell'anno.

## Vincitori e candidati

### Anni 1990
- 1996

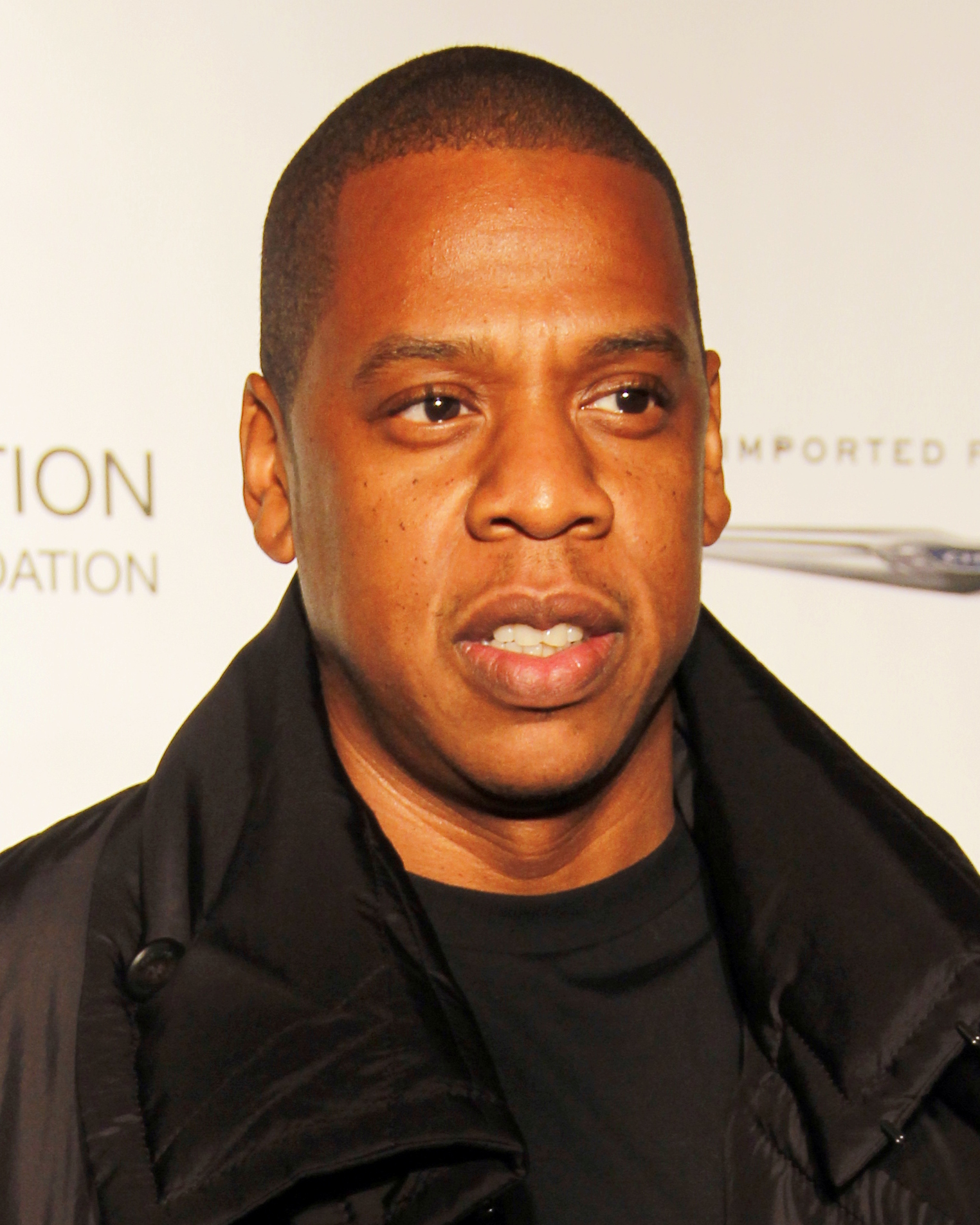
Jay-Z, vincitore nel 1999, è stato candidato 11 volte.

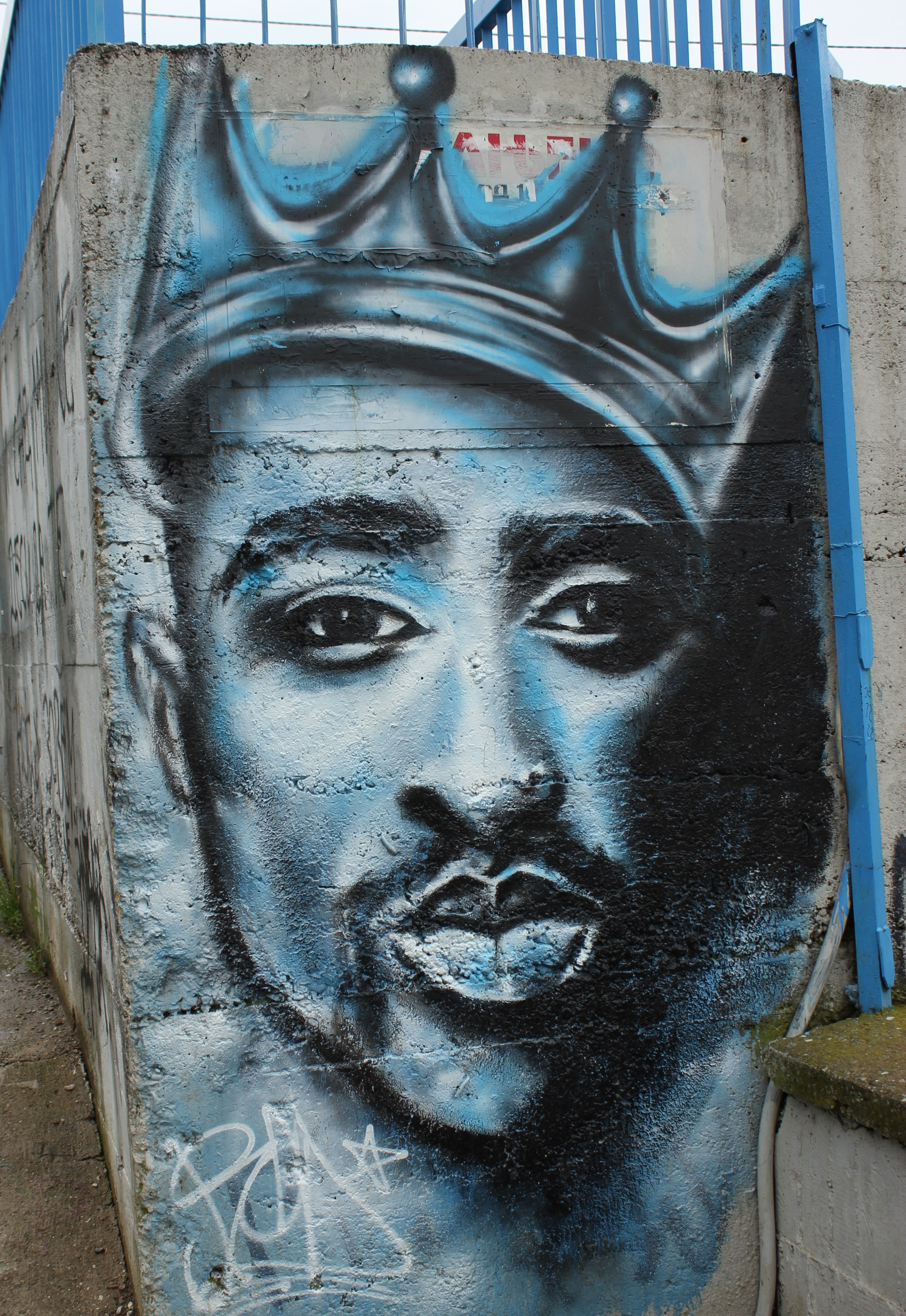
2Pac è stato candidato 2 volte in questa categoria.

  - Poverty's Paradise - Naughty by Nature
  - Me Against the World - 2Pac
  - E. 1999 Eternal - Bone Thugs-n-Harmony
  - Return to the 36 Chambers: The Dirty Version - Ol' Dirty Bastard
  - I Wish - Skee-Lo
- 1997
  - The Score - Fugees
  - All Eyez On Me - 2Pac
  - Beats, Rhymes and Life - A Tribe Called Quest
  - Gangsta's Paradise - Coolio
  - Mr. Smith - LL Cool J
- 1998
  - No Way Out - Puff Daddy & the Family
  - Supa Dupa Fly - Missy Elliott
  - Wyclef Jean Presents The Carnival - Wyclef Jean
  - Life After Death - The Notorious B.I.G.
  - Wu-Tang Forever - Wu-Tang Clan
- 1999
  - Vol. 2... Hard Knock Life - Jay-Z
  - The Love Movement - A Tribe Called Quest
  - Capital Punishment - Big Punisher
  - Life in 1472 - Jermaine Dupri
  - Harlem World - Ma$e

### Anni 2000
- 2000
  - The Slim Shady LP - Eminem

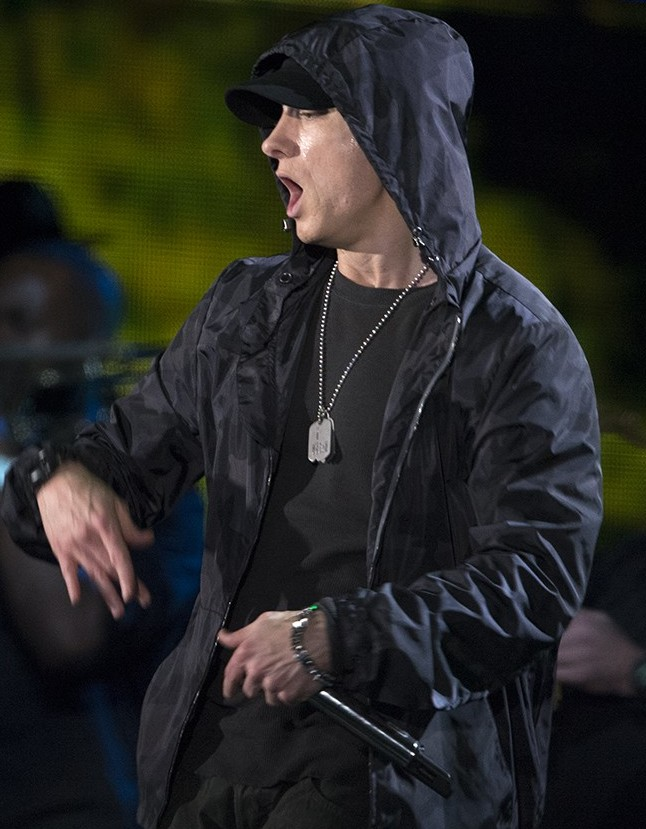
Eminem ha vinto 6 volte in questa categoria.

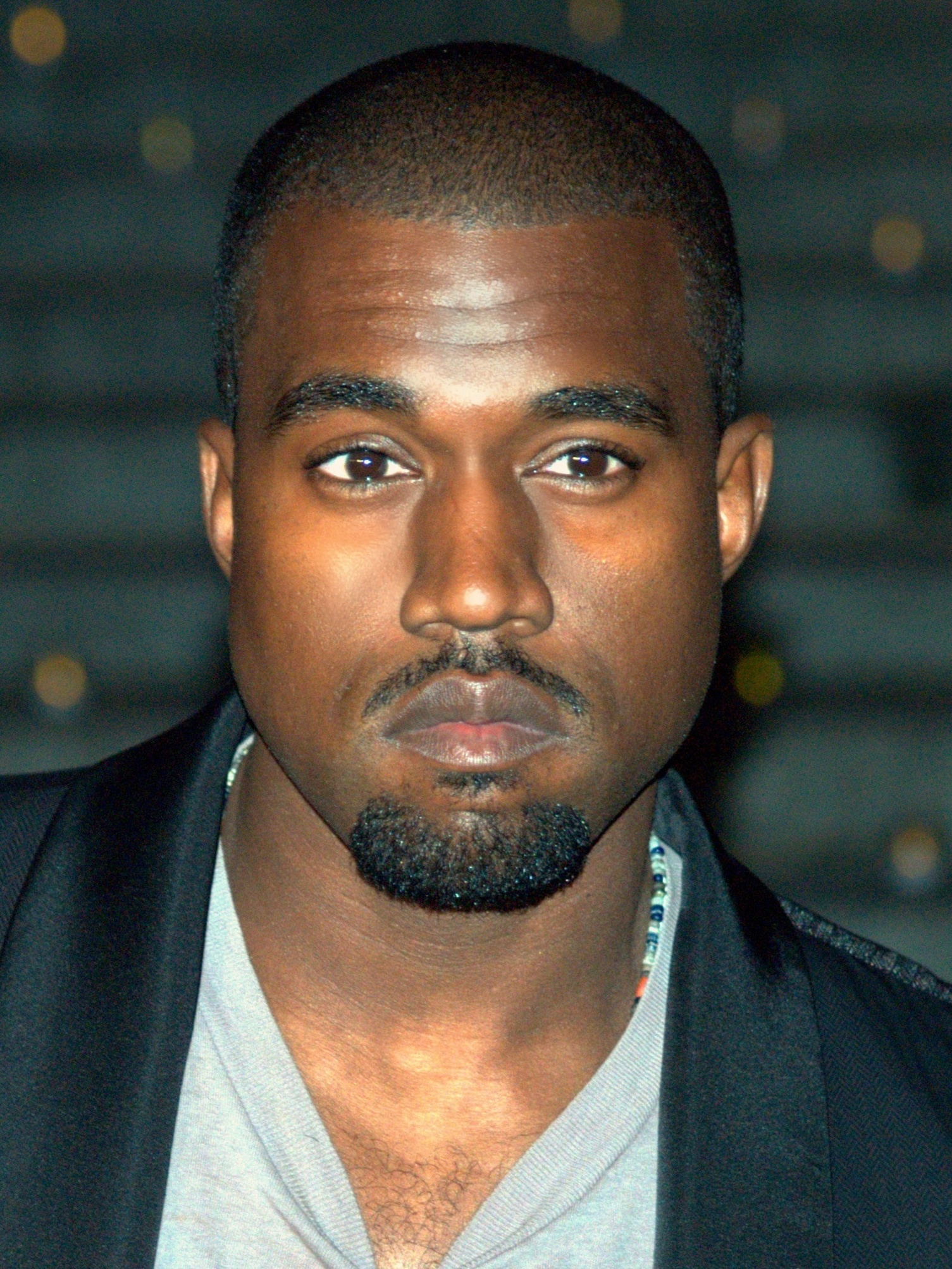
Kanye West ha vinto 4 volte, in questa categoria, su un totale di 8 candidature.

  - E.L.E. (Extinction Level Event): The Final World Front - Busta Rhymes
  - Da Real World - Missy Elliott
  - I Am... - Nas
  - Things Fall Apart - The Roots
- 2001
  - The Marshall Mathers LP - Eminem
  - ...And Then There Was X - DMX
  - 2001 - Dr. Dre
  - Vol. 3... Life and Times of S. Carter - Jay-Z
  - Country Grammar - Nelly
- 2002
  - Stankonia - OutKast
  - Scorpion - Eve
  - Pain Is Love - Ja Rule
  - The Blueprint - Jay-Z
  - Back for the First Time - Ludacris
- 2003
  - The Eminem Show - Eminem
  - Word of Mouf - Ludacris
  - Tarantula - Mystikal
  - Nellyville - Nelly
  - Diary of a Sinner: 1st Entry - Petey Pablo
- 2004
  - Speakerboxxx/The Love Below - OutKast
  - Get Rich or Die Tryin' - 50 Cent
  - Under Construction - Missy Elliott
  - The Blueprint 2: The Gift & the Curse - Jay-Z
  - Phrenology - The Roots
- 2005
  - The College Dropout - Kanye West
  - To the 5 Boroughs - Beastie Boys
  - The Black Album - Jay-Z
  - The DEFinition - LL Cool J
  - Suit - Nelly
- 2006
  - Late Registration - Kanye West
  - The Massacre - 50 Cent
  - Be - Common
  - The Cookbook - Missy Elliott
  - Encore - Eminem
- 2007
  - Release Therapy - Ludacris
  - Food & Liquor - Lupe Fiasco
  - In My Mind - Pharrell
  - Game Theory - The Roots
  - King - T.I.
- 2008
  - Graduation - Kanye West
  - Finding Forever - Common
  - Kingdom Come - Jay-Z
  - Hip Hop Is Dead - Nas
  - T.I. vs T.I.P. - T.I.
- 2009
  - Tha Carter III - Lil Wayne
  - American Gangster - Jay-Z
  - The Cool - Lupe Fiasco
  - Untitled - Nas
  - Paper Trail - T.I.

### Anni 2010
- 2010[1]
  - Relapse - Eminem
  - Universal Mind Control - Common
  - R.O.O.T.S. - Flo Rida
  - The Ecstatic - Mos Def
  - The Renaissance - Q-Tip
- 2011[2]
  - Recovery - Eminem

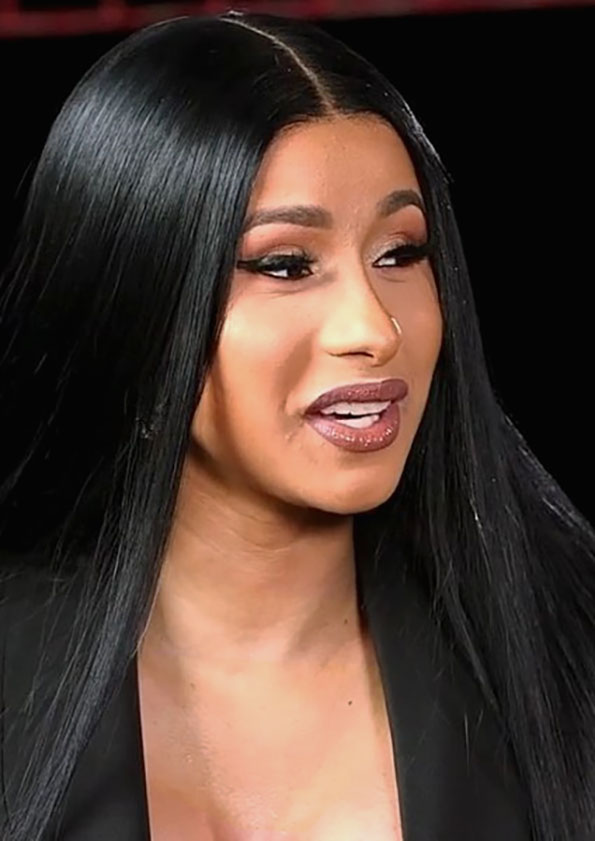
Cardi B nel 2019 è stata la prima donna a ricevere il premio.

  - B.o.B Presents: The Adventures of Bobby Ray - B.o.B
  - Thank Me Later - Drake
  - The Blueprint 3 - Jay-Z
  - How I Got Over - The Roots
- 2012[3]
  - My Beautiful Dark Twisted Fantasy - Kanye West
  - Lasers - Lupe Fiasco
  - Watch the Throne - Jay-Z e Kanye West
  - Pink Friday - Nicki Minaj
  - Tha Carter IV - Lil Wayne
- 2013
  - Take Care - Drake
  - Based on a T.R.U. Story - 2 Chainz
  - Food & Liquor II: The Great American Rap Album Pt. 1 - Lupe Fiasco
  - Life Is Good - Nas
  - God Forgives, I Don't - Rick Ross
  - Undun - The Roots
- 2014
  - The Heist - Macklemore & Ryan Lewis
  - Nothing Was the Same - Drake
  - Magna Carta... Holy Grail - Jay-Z
  - Good Kid, M.A.A.D City - Kendrick Lamar
  - Yeezus - Kanye West
- 2015
  - The Marshall Mathers LP 2 - Eminem
  - The New Classic - Iggy Azalea
  - Nobody's Smiling - Common
  - Because the Internet - Childish Gambino
  - Blacc Hollywood - Wiz Khalifa
  - Oxymoron - Schoolboy Q
- 2016
  - To Pimp a Butterfly - Kendrick Lamar
  - 2014 Forest Hills Drive - J. Cole
  - Compton - Dr. Dre
  - If You're Reading This It's Too Late - Drake
  - The Pinkprint - Nicki Minaj
- 2017
  - Coloring Book - Chance the Rapper
  - And the Anonymous Nobody... - De La Soul
  - Major Key - DJ Khaled
  - Views - Drake
  - Blank Face LP - Schoolboy Q
  - The Life of Pablo - Kanye West
- 2018
  - DAMN - Kendrick Lamar
  - 4:44 - Jay-Z
  - Culture - Migos
  - Laila's Wisdom - Rapsody
  - Flower Boy - Tyler, the Creator
- 2019[4]
  - Invasion of Privacy - Cardi B
  - Swimming - Mac Miller
  - Victory Lap - Nipsey Hussle
  - Daytona - Pusha T
  - Astroworld - Travis Scott

### Anni 2020
- 2020[5][6]
  - Igor - Tyler, the Creator

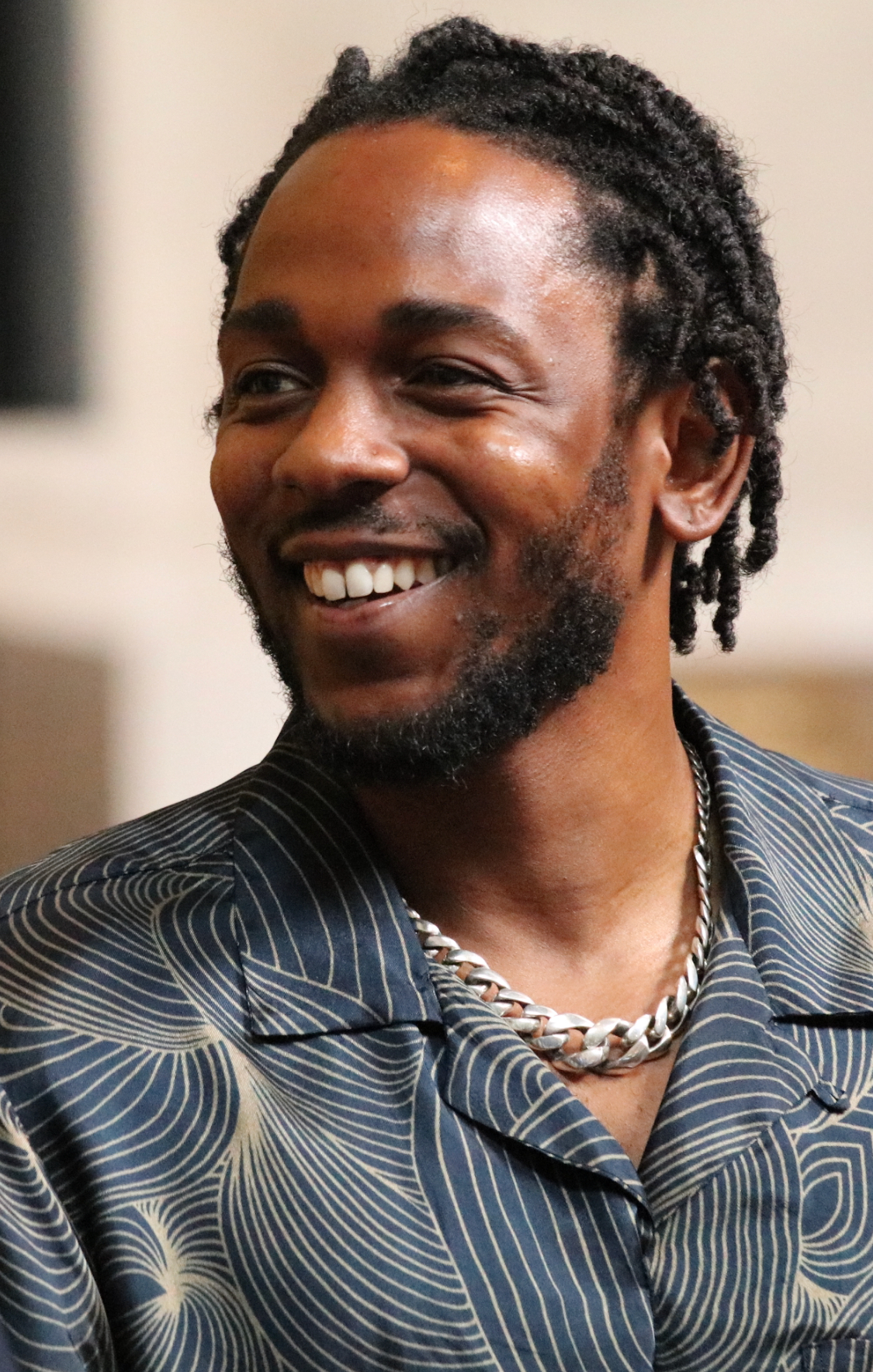
Kendrick Lamar ha vinto 3 volte in questa categoria.

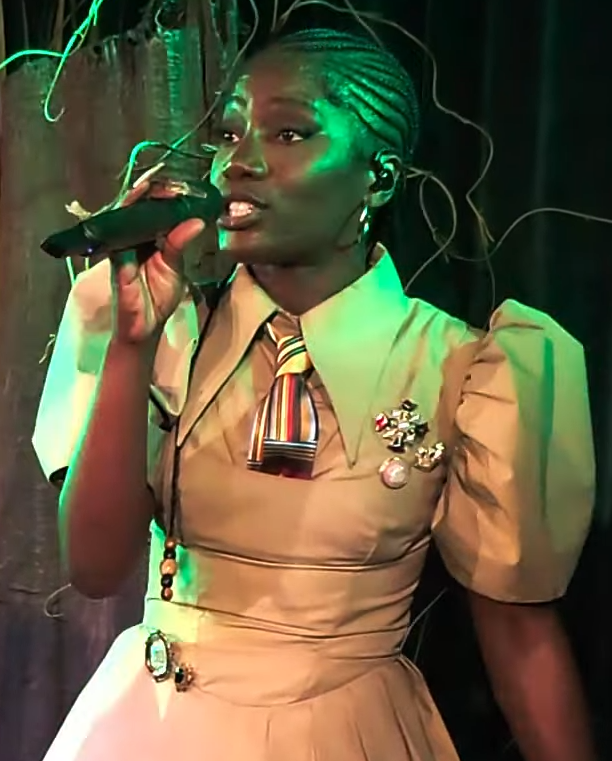
Doechii, la prima donna a vincere in tale categoria negli anni venti.

  - Revenge of the Dreamers III - Dreamville
  - Championships - Meek Mill
  - I Am > I Was - 21 Savage
  - The Lost Boy - Cordae

- 2021[7]
  - King's Disease - Nas
  - Alfredo - Freddie Gibbs e The Alchemist
  - The Allegory - Royce da 5'9"
  - A Written Testimony - Jay Electronica
  - Black Habits - D Smoke

- 2022[8]
  - Call Me If You Get Lost - Tyler, the Creator
  - The Off-Season - J. Cole
  - Certified Lover Boy - Drake (ritirato)[9]
  - King's Disease II - Nas
  - Donda - Kanye West

- 2023[10]
  - Mr. Morale & the Big Steppers - Kendrick Lamar
  - God Did - DJ Khaled
  - I Never Liked You - Future
  - Come Home the Kids Miss You - Jack Harlow
  - It's Almost Dry - Pusha T

- 2024[11][12]
  - Michael – Killer Mike
  - Her Loss – Drake e 21 Savage
  - Heroes e Villains – Metro Boomin
  - King's Disease III – Nas
  - UTOPIA – Travis Scott

- 2025[13]
  - Alligator Bites Never Heal – Doechii
  - Might Delete Later – J. Cole
  - The Auditorium, Vol. 1 – Common e Pete Rock
  - The Death of Slim Shady (Coup De Grâce) – Eminem
  - We Don't Trust You – Future e Metro Boomin

## Statistiche e record
L'artista che ha ricevuto più volte il premio è Eminem, con 6 premiazioni. Seguono Kanye West, con 4 premiazioni, Kendrick Lamar con 3 premiazioni e gli OutKast e Tyler, the Creator con 2 premiazioni. Eminem e Kanye West sono gli unici due artisti premiati due volte di seguito.